# حليقو الرؤوس المناهضون للعنصرية
حليقو الرؤوس المناهضون للعنصريّة (بالإنجليزيّة: Skinheads against racial prejudice SHARP) هم حركة الرؤوس الحليقة المناهضة للعنصرية التي تعارض الفاشيين الجدد وغيرهم من العنصريين السياسيين، خاصةً إذا كان هؤلاء العنصريون يعرّفون أنفسهم بأنهم حليقي الرؤوس، تستمد حركة حليقو الرؤوس المناهضون للعنصريّة الإلهام من الأصول الوبائية للثقافة الفرعية لحليقي الرؤوس، وتكره ما يسمونه اختطاف اسم «حليق الرؤوس» برؤوس حلاقة بيضاء اللون (أحيانًا تسخر منها على أنها «رؤوس عظام»). وبخلاف المعارضة للعنصرية، لا توجد أيديولوجية سياسية رسمية بإسمهم.
من هم حليقو الرؤوس العنصريون المُستهدفون من قِبَل حركة حليقو الرؤوس المناهضون للعُنصريّة؟ هي حركة متطرفة عنصرية سياسية ايديولوجية تابعة للنازيين الجدد (توصف بالنازية وتسمى أيضا بالفاشية الجديدة التي نشطت مؤخرا في الدول التي ينتمي غالبية سكانها من البشرة البيضاء في العالم وخاصة في أوروبا وتعرف هذه الحركة انها تتبع أهداف ومبادئ الحركة النازية (يقومون بالقيام بالأنشطة المبنيّة على أفكار النازيّة ويتكتلون بهيئة العصابات).
يعتمد شعار حليقو الرؤوس المناهضون للعنصريّة على شعار (شركة تسجيلات طروادة)، الذي أصدر في الأساس بشكل أساسي فنانين من جامايكا، روكستيد، وريغي. بعض المتغيرات من هذا التصميم تتضمن أيضًا نموذج الشطرنج الخاص بـ تسجيلات النغمة الإصدار الثاني، والمعروف عن قائمته المتعددة الأعراق من العصابات المتأثرة بالريكا والريغي.
إستراتيجيّة أعضاء حركة حليقو الرؤوس المناهضون للعنصريّة في اختيار ملابسهم تبدو قويّة وذكيّة، حيث انه في إستمراريّة لنهج المثل العُليا للحركة التي التي تأسست في الفترة ما بين منتصف إلى أواخر الستينات قد تأثرت بمظهر السكا الجامايكي وثقافة الرود بوي، حيث أنها تبقى وفيّة للمبدأ المتمثّل في الإستمتاع بالحياة والملابس والتصرفات والموسيقى، دون التغافل عن أهدافهم الرئيسيّة المُتمثّلة مُناهضة حليقي الرؤوس العنصريين للعرق الآري.

## التاريخ
بدأت الحركة في المملكة المُتحدة في أواخر الستينات من القرن الماضي، متأثرين بقوّة بالثقافتين البريطانيّة والجمايكيّة بما في ذلك حُب موسيقى السول، على الرغم من أن بعض أعضاء حركة حليقو الرؤوس المناهضون للعنصريّة قد شاركوا في العنصرية ضد السود وفي «ضرب باكي» (العنف العشوائي ضد الباكستانيين وغيرهم من المهاجرين من جنوب آسيا)، إلا أن حركة حليقو الرؤوس المناهضون للعنصريّة لم تكن مرتبطة بحركة سياسية عنصرية منظمة في الستينيات. ومع ذلك، في أواخر سبعينيات القرن الماضي، شمل إحياء حليقو الرؤوس العنصريون في المملكة المتحدة فصيلًا قوميا أبيضًا كبيرًا، يضم منظمات مثل الجبهة الوطنية والحركة البريطانية والصخور ضد الشيوعية وفي أواخر الثمانينيات الدم والشرف؛ وبسبب هذا، بدأت وسائل الإعلام الرئيسية في تسمية هوية حليقو الرؤوس بالكامل بأنها فاشية جديدة. هذه الحركة ذات الرؤوس البيضاء القوية الجديدة تنتشر بعد ذلك إلى بلدان أخرى، بما في ذلك الولايات المتحدة، حيث تم الخلط بين حليقو الرؤوس العنصريون وحليقو الرؤوس المناهضون للعنصريّة. بدأ حليقي الرؤوس المناهضون للعنصرية في عام 1987 في نيويورك كرد فعل من قبل المراهقين في الضواحي على تعصب حركة القوى البيضاء المتنامية في عام 1982. تشكلت حليقي الرؤوس التقليدية (العنصرية) كطريقة لإظهار أن ثقافة حليق الرأس لا تستند إلى العنصرية والتطرف السياسي. مدينة نيويورك أوي! كانت فرقة «ذا بريس» وجايسون اوتول (المنشد عن مجموعة «دم الحياة») من بين مؤيدي حركة حليقو الرؤوس المناهضون للعنصريّة الأوائل. في عام 1989، رودي مورينو من الويلزية «أو آي»! الفرقة المضطهدة تزور مدينة نيويورك والتقت مع عدد قليل من أعضاء حركة حليقو الرؤوس المناهضون للعنصريّة لدى عودته إلى المملكة المتحدة، صمم شعارًا جديدًا لـ لحركة استنادًا إلى تصميم ملصقات شركة. ثم انتشرت الحركة في جميع أنحاء أوروبا وفي القارات الأخرى. في المملكة المتحدة ودول أوروبية أخرى، كان موقف الحركة أكثر اعتمادًا على الفرد منه على المجموعات المنظمة. بعد عام 2000، يعتقد أن الحركة أصبحت أكثر كتسمية فردية من كونها منظمة رسمية. في محاولة متعمدة لرفض الثقافة الفرعية العنصرية المتنامية، منذ أوائل الثمانينات من القرن العشرين، أصدرت الحركة هوية معادية للعنصرية من خلال منشورات صغيرة للهواة من الهواة مثل «هارد آز نيلز». خلال فترة ما قبل الإنترنت، أنشأت هذه المنشورة شبكة من الأفراد المشابهين مع مواقف موسيقية وأسلوبية مماثلة، الذين اعتبروا أن مكافحة العنصرية جزء لا غنى عنه في مشهد حليقي الرؤوس المعاديون للعنصرية.